# Breugelfanfare

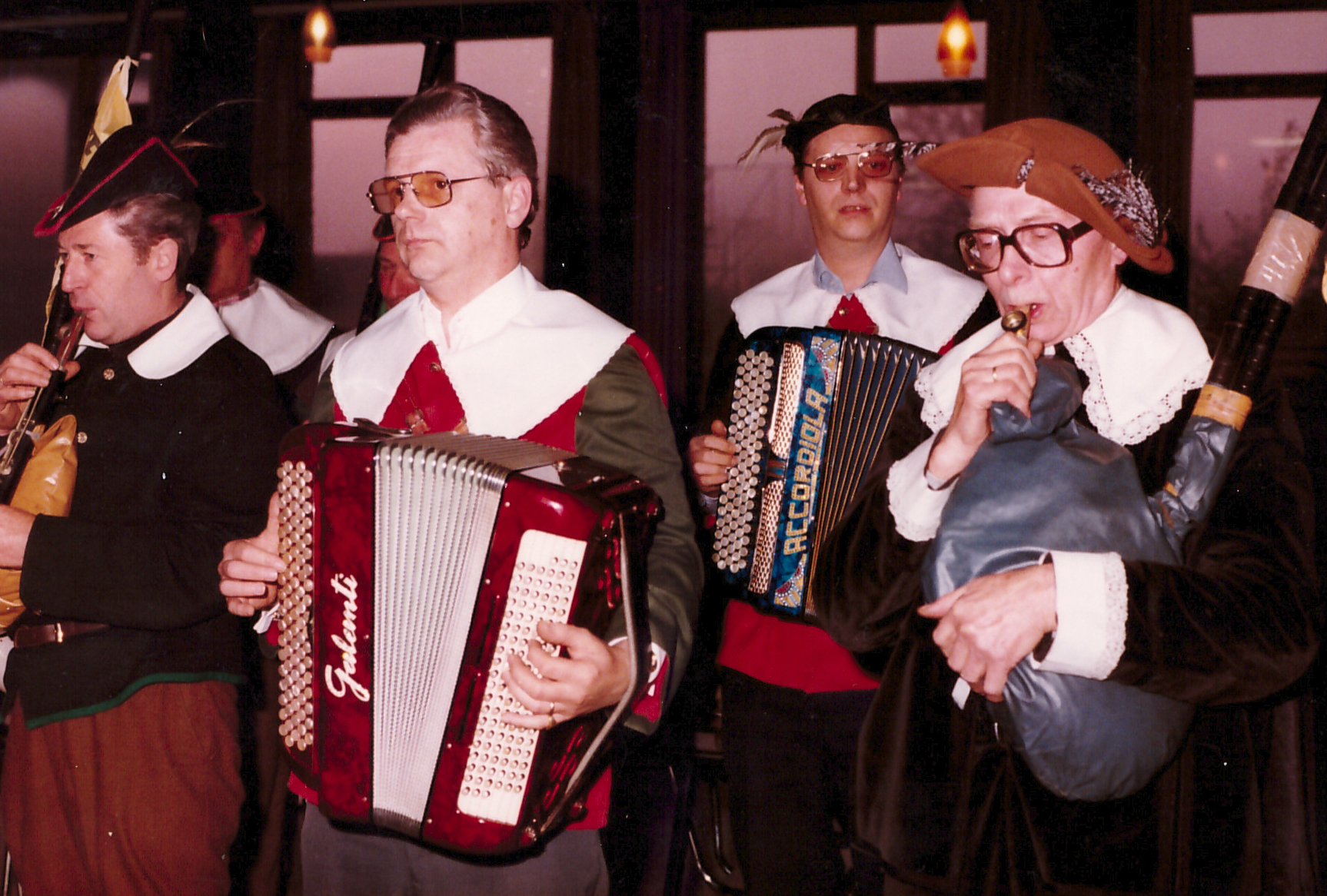
Optreden van de Breugelfanfare tijdens het feest voor een plechtige communicant (mei 1982)

De Breugelfanfare was een folkloristische groep uit Asse, die gedurende ruim 35 jaar optrad in heel België, alsook enkele keren in Noord-Frankrijk en Nederland. De muziek beperkte zich tot mirlitonmuziek versterkt door slagwerk (vooral trommels), accordeon en tuba. De kledij was gebaseerd op de kledingdracht uit de tijd van Pieter Bruegel de Oude.

## Geschiedenis

### Ontstaan
In het jaar 1951 vierde het echtpaar Dehaese-Van Elewijck hun gouden bruiloft in de herberg "In 't Kanon" te Asse. Het toenmalige buurtcomité bootste als verrassingsact een fanfare na met kartonnen mirlitons. Deze act viel in de smaak, en er werd beslist om deze fanfare in stand te houden. Er werd een bestuur gekozen, statuten opgesteld, betere instrumenten gekocht en vanaf 1952 ging er elke 14 dagen een repetitie door in de herberg "In 't Kanon" waar het allemaal begon.

### 1952-1962: de jaren van uitbouw
Tijdens de eerste tien jaren ontwikkelde de Breugelfanfare zich tot een burenvereniging, met als hoofddoelstellingen het brengen van amusement en het helpen van elkaar. De groep bestond ondertussen uit verschillende onderdelen: een fanfare (waarbij nepdoedelzakken voorzien werden van metalen mirlitons, gekostumeerd in Breugelkledij, paraat voor stoeten en optochten), een toneelafdeling, een mandolinegroep (met jongens en meisjes), een poppentheater, een volksdansgroep en een grote achterban van praktische helpers. In 1962 staat er in de jubileum-brochure "Tien jaar Breugelfanfare, 10 jaar humor, 10 jaar hulpbetoon ... voor Asse, voor u allen. Wij wensen zo voort te doen. Echter met uw sympathie."

### 1972: 20-jarig jubileum

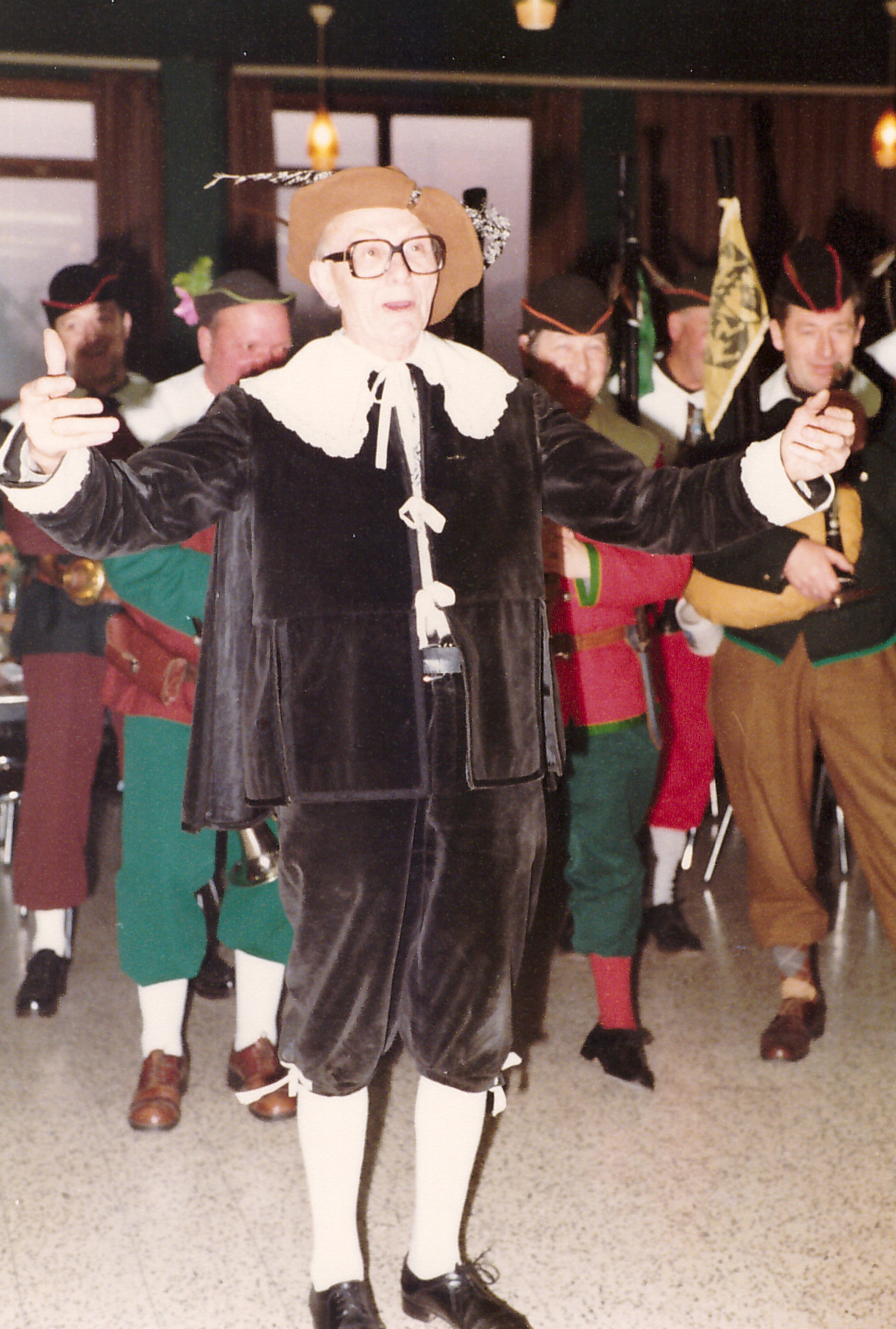
Voorzitter Eugene Van den Broeck, verkleed als Pieter Bruegel de Oude, tijdens een optreden voor een plechtige communicant (mei 1982)

Ter ere van het 20-jarige bestaan schreef medestichter en toenmalig voorzitter Eugeen Van den Broeck een jubileumlied in eenvoudig rijmvorm. Dit werd gepubliceerd in "De Asschenaar" (gemeentelijk weekblad dat gepubliceerd werd tussen 1871 en 1995). De doelstellingen en activiteiten van de Breugelfanfare werden hierin duidelijk beschreven.
De Breugelfanfare was ondertussen gekend voor het enthousiast en frequent meelopen in allerhande optochten (zoals de Hopstoet in Asse, de Steltenlopers van Merchtem en allerhande karnavalstoeten), steeds met een vlag waarmee zij Pieter Bruegel de Oude eerden. Ze zorgden op allerhande feesten voor de vrolijke noot (bruiloften, jubileums, Te Deum, sinterklaasfeesten, kermissen en officiële openingen). Om financieel rond te komen, organiseerden ze bakschieten. De Breugelfanfare bleef trouw aan een repertorium van vooral bekende volkliedjes, en dit zonder enig partituur. Op elk optreden of bij elke optocht leek er steeds een woordenwisseling of ruzie te ontstaan tussen 2 leden van de fanfare, dat dan echter overging in een soort vechtersdans.

### Verder dan Asse
De Breugelfanfare groeide uit van een burenvereniging die bijeenkwam en optrad in Walfergem-Asse, later Brabant, tot een groep die gevraagd werd om mee te lopen in verschillende stoeten in heel België. De Breugelfanfare mocht ook optreden in Noord-Frankrijk en Nederland.
In 1957 verzorgde Bert Peleman op het huwelijksfeest van graaf Evrard de Limburg-Stirum
met Hélène d'Orléans (prinses van Frankrijk), dochter van Henri d'Orléans (graaf van Parijs) een openluchtspel genaamd "De Brabantse zegeboog". Bert betrok hierbij de Breugelfanfare, en bij het inzetten van een Breugheliaanse rondedans dansten verschillende adellijke paren samen met de genodigden op de grasperken voor het kasteel van Huldenberg.
In 1958 verzorgde de Breugelfanfare op het kasteeldomein Ronsevaal te Aalst een Breugelspel. Eigenaar Louis Camus (voorzitter Bank Brussel Lambert) had op dat moment de Engelse Labourleiders Gaitskill en Bevan op bezoek. Pieter Breugel (gespeeld door voorzitter Eugeen Van den Broek) en zijn nar (gespeeld door Mandus De Vos) vroegen bij de start de genodigden om hen te volgen.
In 1969 was het 400 jaar geleden dat Pieter Bruegel de Oude stierf te Brussel. Dit werd met verschillende festiviteiten herdacht. Eén daarvan was een folkloristische stoet die uitging van het Provinciaal Domein te Huizingen, georganiseerd door de provincie Brabant. De Breugelfanfare werd gevraagd om voor de muziek te zorgen wanneer Koning Boudewijn en Koningin Fabiola het domein betraden.
Het 25-jarig Koningschap van Koning Boudewijn in 1976 werd ook op het provinciaal domein te Huizingen gevierd met een folkloristische optocht. De Breugelfanfare was weer van de partij, en mocht als eerste langs bij het vorstenpaar op de eretribune. De voorzitter Eugeen Van den Broeck overhandigde samen met enkele leden 25 assekoeken en een ingelijst papierknipselwerk van zijn hand (met het cijfer 25, het wapen van de provincie Brabant, omkranst met Hopperanken en geflankeerd door 2 doedelzakspelers).
In juli 1985 vroeg Paul De Keersmaecker, ex-burgemeester van Asse, en op dat moment staatssecretaris voor
Europese Zaken en Landbouw, aan de Breugelfanfare om op te treden op een internationale persontmoeting ter afsluiting van het Europees jaar van de muziek.

### 1987-1989: einde van de Breugelfanfare
Naarmate het 35ste bestaansjaar vorderde, besliste het bestuur om over te gaan naar de "Vriendenkring van de Breugelfanfare". Sinds enkele jaren kreeg de fanfare weinig nieuwe leden, en vielen er jaarlijks een aantal ziekte- en sterfgevallen te betreuren binnen de bestaande ledengroep. Er bleven vooral enkele getrouwen en een aantal oudere leden over, en de groep was steeds minder in staat om contracten na te leven. Met een speciaal feestmaal vierde de groep hun 35-jarig jubileum in stilte in "Het Rozenhof" in Asse-Ter-Heide.
Tot Sonia Neefs de groep uitnodigde voor een optreden in de Magdalenazaal te Brussel. Sonia Neefs had de Breugelfanfare reeds meerdere keren gecontracteerd voor Breugelfeestmalen in de Ancienne Belgique, en kon de toenmalige voorzitter Karel Walschap overtuigen om op 4 juni 1988 de Breugelfanfare nogmaals te laten uitrukken. Het publiek bleek een 300-koppig gezelschap uit de Parijse bouwsector, die hun toeristische trip wilden afsluiten met een Breugelfestijn. De Breugelfanfare gaf met 15 personen op die dag haar laatste publieke optreden, en werd achteraf uitgenodigd om mee aan te schuiven aan het buffet.
Nog een jaar later, op 15 april 1989, sloot de Breugelfanfare af zoals ze ooit opgestart was. Deze keer kreeg het echtpaar Ghijssens op hun gouden jubileum een serenade van wat ooit de Breugelfanfare was: terug zoals in de beginperiode, een groepje vrienden, in burgerkledij en met repetitie-instrumenten.

### 2010
In 2010 stond de Hopduvelstoet in Asse volledig in het teken van Eugeen Van den Broeck. De plaatselijke KAJ-werking liet in deze stoet de Breugelfanfare een laatste keer herleven.

## Clublied - Hoor de muzikanten
Van bij de start was het gekende volksdeuntje "Hoor de muzikanten" het meest geliefde en gespeelde muziekstuk. Dit lied was in 1952 een hit van het Ensemble Vrij en Blij, maar werd reeds in 1937 op bladmuziek gezet door Herman Stenz met Gré van Leur als tekstdichter. De tekst van dit lied paste bij de uitgangspunten van de Breugelfanfare.
In het lied wordt de nadruk gelegd op het feit dat muziek vreugde en plezier brengt in het leven, en dat een groep spelende muzikanten op straat hiertoe kan bijdragen. Al snel groeide dit uit tot het clublied van de Breugelfanfare.

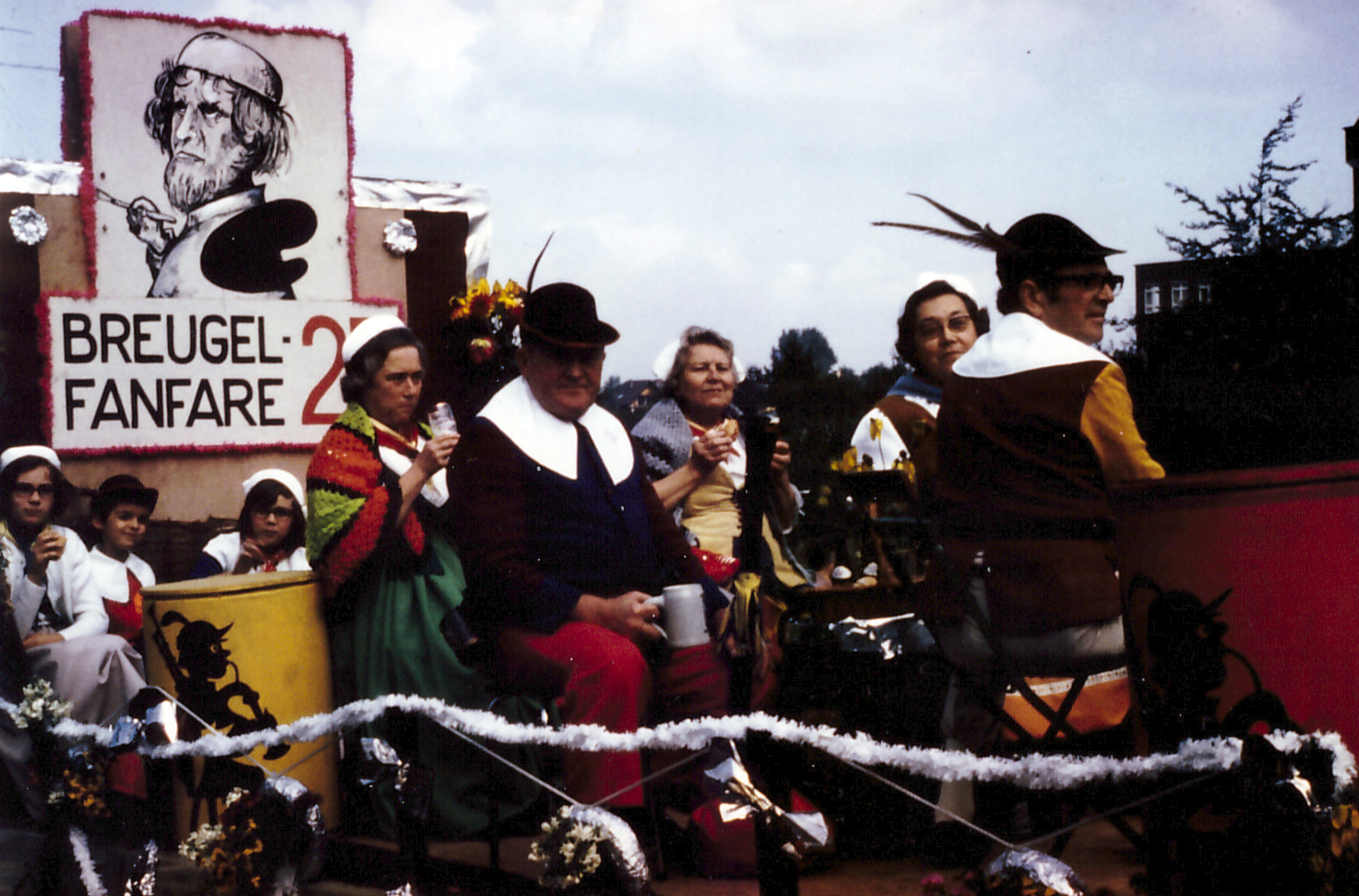
Stoet door Asse, ter ere 25-jarig bestaan (1977)
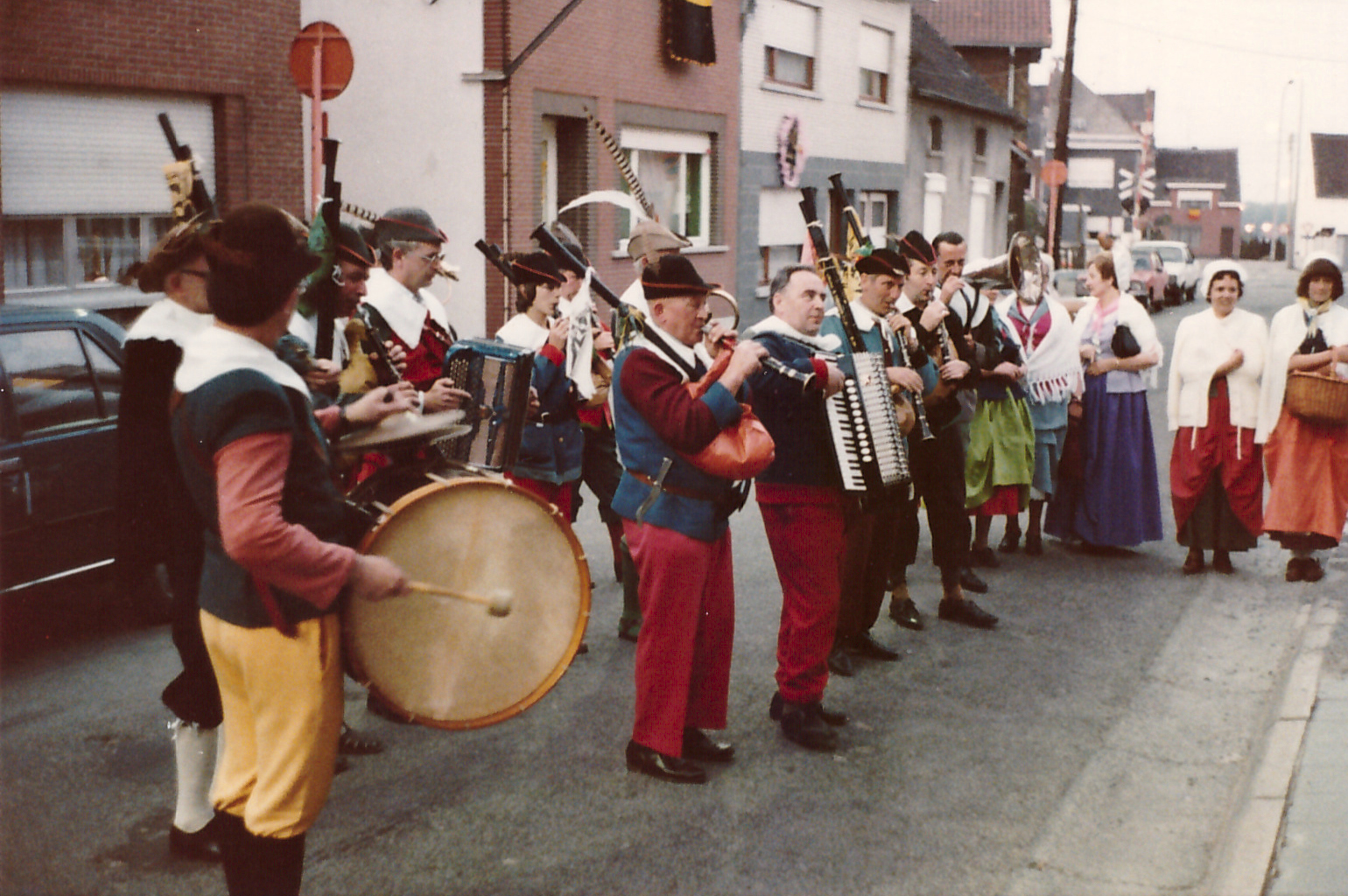
Serenade eerste communicant (mei 1980)
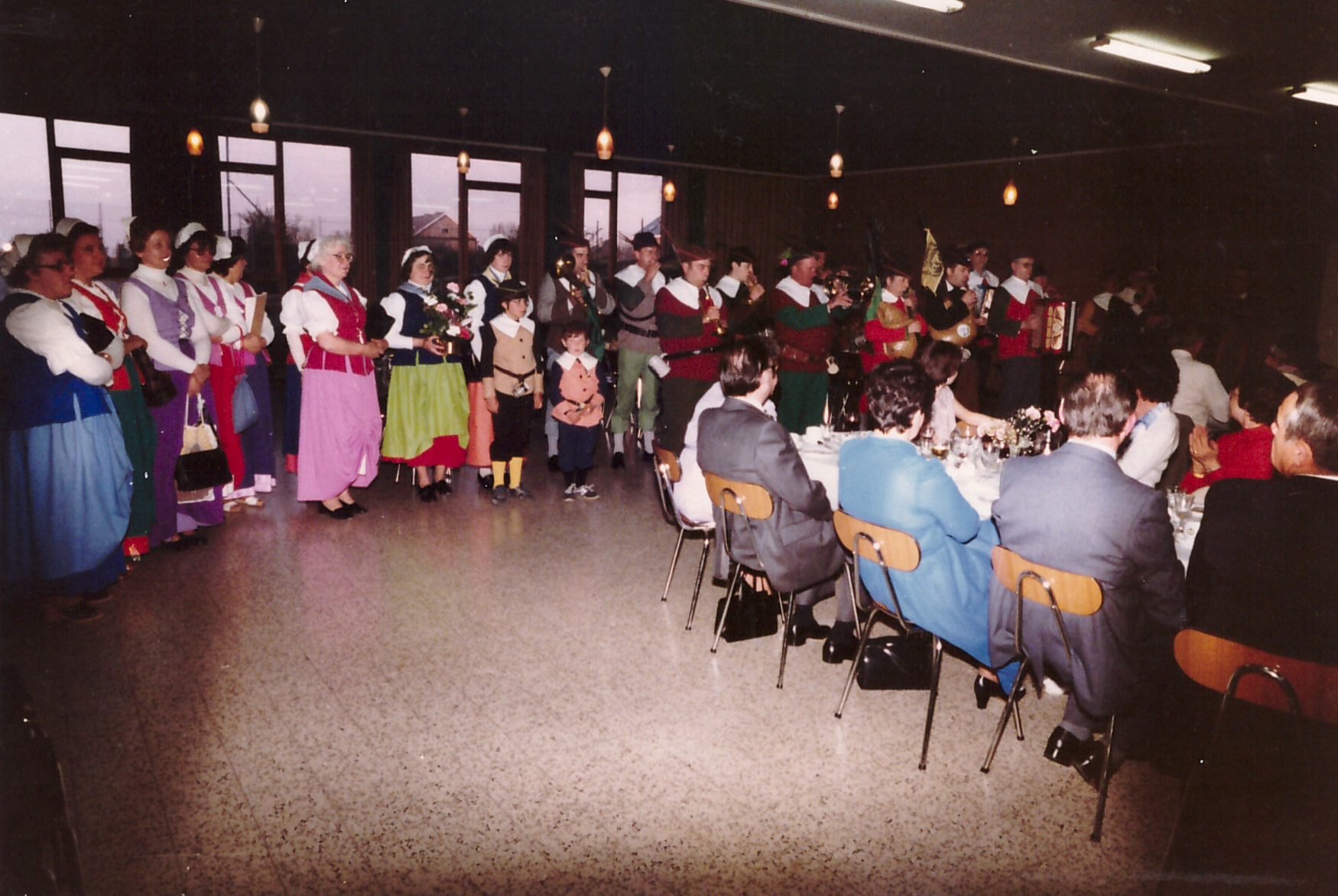
Feest plechtige communicant (mei 1982)